# Powers Boothe
Powers Allen Boothe (n. 1 iunie 1948, Snyder⁠(d), Texas, SUA – d. 14 mai 2017, Los Angeles, California, SUA) a fost un actor american. A primit Premiul Primetime Emmy pentru cel mai bun actor într-un film sau miniserial TV pentru rolul lui Jim Jones din mini-serialul din 1980, Guyana Tragedy: The Story of Jim Jones.

## Filmografie

### Film
| An   | Titlu                                 | Rol                                                  | Note                                                                                             |
| ---- | ------------------------------------- | ---------------------------------------------------- | ------------------------------------------------------------------------------------------------ |
| 1977 | The Goodbye Girl                      | Richard III Cast                                     |                                                                                                  |
| 1980 | Cruising                              | Hankie Salesman                                      |                                                                                                  |
| 1980 | The Cold Eye (My Darling, Be Careful) |                                                      |                                                                                                  |
| 1981 | Southern Comfort                      | Hardin                                               |                                                                                                  |
| 1984 | A Breed Apart                         | Mike Walker                                          |                                                                                                  |
| 1984 | Red Dawn                              | Lt. Col. Andrew 'Andy' Tanner                        |                                                                                                  |
| 1985 | The Emerald Forest                    | Bill Markham                                         |                                                                                                  |
| 1987 | Pedeapsa capitală (Extreme Prejudice) | Cash Bailey                                          |                                                                                                  |
| 1988 | Sapphire Man                          | Ryan                                                 | Scurtmetraj                                                                                      |
| 1989 | Stalingrad                            | General Vasily Chuikov, hero of Battle of Stalingrad | Quotes: Что думаю? Думаю, будет порядок.. Пусть сунутся, встретим, едрит их в бога душу..        |
| 1992 | Rapid Fire                            | Mace Ryan                                            |                                                                                                  |
| 1993 | Tombstone                             | Curly Bill Brocius                                   |                                                                                                  |
| 1993 | Angely smerti                         |                                                      |                                                                                                  |
| 1994 | Blue Sky                              | Vince Johnson                                        |                                                                                                  |
| 1995 | Mutant Species                        | Frost                                                |                                                                                                  |
| 1995 | Sudden Death                          | Joshua Foss                                          |                                                                                                  |
| 1995 | Nixon                                 | Alexander Haig                                       | Nominalizare—Screen Actors Guild Award for Outstanding Performance by a Cast in a Motion Picture |
| 1997 | Con Air                               | Officer at Leaving Ceremony                          | Nemenționat, rol de voce                                                                         |
| 1997 | U Turn                                | Sheriff Potter                                       |                                                                                                  |
| 2000 | Men of Honor                          | Captain Pullman                                      |                                                                                                  |
| 2001 | Frailty                               | FBI Agent Wesley Doyle                               |                                                                                                  |
| 2003 | Second Nature                         | Kelton Reed                                          |                                                                                                  |
| 2005 | Sin City                              | Senator Roark                                        |                                                                                                  |
| 2006 | Superman: Brainiac Attacks            | Lex Luthor                                           | Voce, direct-pe-video                                                                            |
| 2007 | The Final Season                      | Jim Van Scoyoc                                       |                                                                                                  |
| 2008 | Nick Nolte: No Exit                   | Rolul său                                            | Documentar                                                                                       |
| 2008 | Edison and Leo                        | George T. Edison                                     | Voce                                                                                             |
| 2010 | MacGruber                             | Col. Jim Faith                                       |                                                                                                  |
| 2012 | The Avengers                          | Gideon Malick                                        | Ca "World Security Council"                                                                      |
| 2012 | Guns, Girls and Gambling              | The Rancher                                          |                                                                                                  |
| 2013 | Straight A's                          | Father                                               |                                                                                                  |
| 2014 | Sin City: A Dame to Kill For          | Senator Roark                                        |                                                                                                  |

### Televiziune
| An        | Titlu                                                  | Rol                             | Note |
| --------- | ------------------------------------------------------ | ------------------------------- | --- |
| 1980      | Skag                                                   | Whalen                          | 6 episoade |
| 1980      | The Plutonium Incident                                 | Dick Hawkins                    | Film TV |
| 1980      | Guyana Tragedy: The Story of Jim Jones                 | Jim Jones                       | Film TV Primetime Emmy Award for Outstanding Lead Actor in a Miniseries or a Movie                                     |
| 1980      | A Cry For Love                                         | Tony Bonnell                    | Film TV |
| 1983–1986 | Philip Marlowe, Private Eye                            | Philip Marlowe                  | 11 episoade Nominalizare—CableACE Award for Best Actor in a Dramatic Presentation (1983)                               |
| 1987      | Into the Homeland                                      | Jackson Swallow                 | Film TV Nominalizare—CableACE Award for Best Actor in a Movie or Miniseries                                            |
| 1990      | Family of Spies                                        | John A. Walker Jr.              | 2 episoade |
| 1990      | By Dawn's Early Light                                  | Maj. Cassidy                    | Film TV |
| 1992      | National Geographic: Eternal Enemies: Lions and Hyenas | Narator                         | Documentar TV |
| 1992      | Wild Card                                              | Preacher                        | Film TV |
| 1993      | Marked for Murder                                      | Mace 'Sandman' Moutron          | Film TV |
| 1994      | Web of Deception                                       | Dr. Philip Benesch              | Film TV |
| 1996      | Dalva                                                  | Sam                             | Film TV |
| 1997      | True Women                                             | Bartlett McClure                | Film TV |
| 1998      | The Spree                                              | Det. Bram Hatcher               | Film TV |
| 1999      | Joan of Arc                                            | Jacques d'Arc                   | 3 episoade |
| 1999      | A Crime of Passion                                     | Dr. Ben Pierce                  | Film TV |
| 2001      | Attila                                                 | Flavius Aetius                  | 2 episoade |
| 2003      | Second Nature                                          | Kelton Reed                     | Film TV |
| 2002–2003 | Justice League                                         | Gorilla Grodd                   | Voce, 4 episoade |
| 2004–2006 | Deadwood                                               | Cy Tolliver                     | 34 episoade Nominalizare—Screen Actors Guild Award for Outstanding Performance by an Ensemble in a Drama Series (2007) |
| 2005–2006 | Justice League Unlimited                               | Gorilla Grodd / Red Tornado     | Voce, 5 episoade |
| 2006      | National Geographic: Lions v. Hyenas                   | Narator                         | Documentar TV |
| 2007      | 24                                                     | Vice President Noah Daniels     | 14 episoade |
| 2008      | 24: Redemption                                         | President Noah Daniels          | Film TV |
| 2009      | Ben 10: Alien Force                                    | Sunder                          | Voce, Episodul: "Singlehanded"                                                                                         |
| 2010      | Ben 10: Ultimate Alien                                 | Sunder                          | Voce, Episodul: "The Transmogrification of Eunice"                                                                     |
| 2011      | Scooby-Doo! Mystery Incorporated                       | Dead Justice                    | Voce, Episodul: "Dead Justice"                                                                                         |
| 2011      | The Looney Tunes Show                                  | Leslie Hunt                     | Voce, 2 episoade |
| 2012      | Hatfields & McCoys                                     | Judge Valentine 'Wall' Hatfield | 3 episoade |
| 2012–2014 | Nashville                                              | Lamar Wyatt                     | 26 episoade Nominalizare—Satellite Award for Best Supporting Actor – Series, Miniseries or Television Film (2012)      |
| 2015–2016 | Agents of S.H.I.E.L.D.                                 | Gideon Malick                   | 11 episoade (ultima apariție live-action)                                                                              |
| 2015      | Moonbeam City                                          | Eo Jaxxon                       | Voce, Episodul: "Glitzotrene: One Town's Seduction"                                                                    |

### Jocuri video
| An   | Titlu                                     | Rol             | Note |
| ---- | ----------------------------------------- | --------------- | ---- |
| 2005 | Area 51                                   | Major Bridges   | Voce |
| 2008 | Turok                                     | Roland Kane     | Voce |
| 2010 | Ben 10 Ultimate Alien: Cosmic Destruction | Sunder          | Voce |
| 2012 | Hitman: Absolution                        | Benjamin Travis | Voce |